# 若泽·本图参议员镇
若泽·本图参议员镇是巴西米纳斯吉拉斯州的一个市镇。总面积94.589平方公里，总人口2600人，人口密度27.5人/平方公里。